# Lügenpresse
Lügenpresse ist ein politisches Schlagwort, das polemisch und mit herabsetzender Absicht auf mediale Erzeugnisse gerichtet ist und sich seit der Mitte des 19. Jahrhunderts im deutschen Sprachraum nachweisen lässt. Zunächst wurde es gelegentlich von konservativen Katholiken, zumeist mit einem antisemitischen Hintergrund, gegen die im Zuge der bürgerlichen Revolutionen entstandene liberale Presse verwendet. In der Propaganda im Ersten Weltkrieg fand „Lügenpresse“ sehr viel häufiger Verwendung; hier bezeichnete es aus Sicht Deutschlands und Österreich-Ungarns die Presse der Feindstaaten. Sowohl vor als auch im Nationalsozialismus nutzten NS-Agitatoren das Schlagwort im Rahmen ihrer antisemitischen Verschwörungstheorie zur Herabsetzung von Gegnern als Kommunisten und Juden sowie der Behauptung einer Steuerung der Presse durch ein „Weltjudentum“. Nach der „Machtergreifung“ und der Gleichschaltung der Inlandspresse wurden die Medien der späteren Kriegsgegner als „Lügenpresse“ geschmäht.
Darüber hinaus fand das Schlagwort „Lügenpresse“ auch in Organisationen der Arbeiterbewegung zur Abwertung von als bürgerlich oder kapitalistisch wahrgenommenen Teilen der Presse sowie in der Exilpresse als Bezeichnung für die gleichgeschalteten NS-Medien Verwendung. Nach dem Ende des Zweiten Weltkrieges kam das Wort zunächst nur mehr sporadisch vor. Die ab August 1945 erscheinende Frankfurter Rundschau verstand sich explizit als Gegenentwurf zu „Hugenbergs Lügenpresse“. In den Medien der DDR wurde das Wort im Kalten Krieg gelegentlich zur Herabsetzung der westdeutschen Presse benutzt.
Seit Beginn des 21. Jahrhunderts wird der Ausdruck Lügenpresse – zumal in Deutschland – vorrangig von rechtsextremen und rechtspopulistischen, völkischen sowie fremdenfeindlichen und islamophoben Kreisen verwendet, zunächst von Teilen der Hooligan-Szene, bekannter seit 2014 als Parole bei den von Dresden ausgehenden Pegida-Demonstrationen sowie bei Demonstrationen der AfD. Hier ist sie mit Gewaltdrohungen und Gewalt gegen Journalisten eng verbunden.
Im Januar 2015 wurde „Lügenpresse“ von der Sprachkritischen Aktion Unwort des Jahres zum „Unwort des Jahres 2014“ gewählt.

## Wortbildung, Lexikalisierung, verwandte Prägungen
Es handelt sich um ein Kompositum aus der Gruppe der Determinativkomposita, das heißt, ein Grundwort oder Kopf (Presse) wird durch ein vorangestelltes Bestimmungswort (Lügen) in seiner Bedeutung modifiziert. Semantisch lässt es sich als effizierendes Nomen bzw. Nomen resultativum einordnen: Das Bestimmungswort gibt das bewirkte Ergebnis an. Der Sinn ist damit etwa: die Presse, die Lügen schreibt. Mit dem Grundwort Presse sind gewöhnlich die tonangebenden Tagesmedien gemeint, im Sinne von Presse (Medien). Da diese Bedeutung erst im 19. Jahrhundert allgemein wurde, ist es nicht verwunderlich, dass das Kompositum erst ab der Mitte des 19. Jahrhunderts nachzuweisen ist. Das Bestimmungswort Lügen enthält traditionell einen starken moralischen Vorwurf, wie der Linguist Gabriel Falkenberg in einem sozialgeschichtlichen Exkurs ausführt: sowohl nach dem Prinzip der ritterlichen Ehre als auch nach dem Prinzip der bürgerlichen Geschäftsmoral.
Das Kompositum fand sich bis 2014 nicht in deutschen Wörterbüchern, ist also trotz seiner zeitweise nicht seltenen Verwendung bis dahin nicht lexikalisiert worden. 2016 erschien es im Duden mit der Definition: „(im 19. Jahrhundert entstandenes) Schlagwort für Medien, besonders Zeitungen und Zeitschriften, denen unterstellt wird, unter politischem, ideologischem oder wirtschaftlichem Einfluss zu stehen, Informationen zu verschweigen oder zu verfälschen und so die öffentliche Meinung zu manipulieren“. Eine verwandte Bildung ist das „Lügenblatt“, in Grimms Wörterbuch lemmatisiert mit einem Beleg aus einer Zeitung von 1871 und der Bedeutung „zeitungsblatt, welches geflissentlich unwahrheiten verbreitet“. Hier ist das Grundwort im Unterschied zur „Lügenpresse“ nicht das Kollektivum Presse, sondern ein einzelnes Presseerzeugnis (Zeitung, „Blatt“). Im zehnbändigen Duden von 1999 sowie im Wörterbuch der deutschen Gegenwartssprache gibt es unter anderem das Lemma „Lügenfeldzug“, das im Ersten Weltkrieg in enger Verbindung mit der „Lügenpresse“ auftrat. Hier bezeichnet das Grundwort nicht eine Institution wie die Presse, sondern eine Handlung (Kampagne). Eine der „Lügenpresse“ inhaltlich wie formal recht eng verwandte Komposition mit demselben Grundwort taucht im Rechtschreibduden auf, nämlich die „Hetzpresse“.
Im Nationalsozialismus wurde „Lügenpresse“ oft gleichbedeutend mit „Journaille“ verwendet. Die Wortbildung „Journaille“ wird allerdings formal nach ganz anderen Mechanismen der Komposition erzeugt als „Lügenpresse“, und ihr Eintritt in den deutschen Wortschatz wird direkt mit einer Person verbunden, nämlich mit Karl Kraus. Mit Bezug auf die Medien der Weimarer Republik sprachen Nationalsozialisten auch oft von „Systempresse“.
Im deutschsprachigen Rechtsextremismus wird oft ebenfalls von „Systempresse“ oder von „Medienmafia“ oder (gleichgeschalteter / deutschfeindlicher / anti-deutscher) „Meinungsindustrie“ gesprochen, um die Annahme einer zentralen Lenkung der Medien verschwörungstheoretisch auszudrücken.
Ulrich Teusch verwendete 2016 als Titel eines Buchs den Neologismus Lückenpresse, der in Wortbildung, Klang und Bedeutung auf „Lügenpresse“ anspielt. Manche wichtige Meldungen würden es nicht in die Presse schaffen. Mainstream-Medien unterstellt er doppelte Bewertungsstandards, je nach dem über wen berichtet wird, als Beispiel nennt er die politische Berichterstattung über Putin. Er stellt klar: „Ich missbillige ausdrücklich den Begriff ‚Lügenpresse‘.“ Der „integre, ehrliche, gute Journalismus“ habe seine Bastionen im Öffentlich-Rechtlichen.

## Verwendungsgeschichte

### Frühe Verwendungen vor 1848
In den Anfängen der religiösen Bewegungen von Spätmittelalter und Früher Neuzeit wurde der Vorwurf der Lüge genutzt, um die katholische Kirche als unglaubwürdig darzustellen: Sie halte sich selbst nicht an die von ihr verkündeten Gebote. Die gedruckte protestantische Publizistik nahm diesen Vorwurf auf. Umgekehrt griffen die katholischen Autoren ihrerseits zum Vorwurf der Lüge gegenüber der zunächst vorwiegend protestantisch geprägten Publizistik. Diese Wortgeschichte belegen die Einträge Lügenblatt, Lügenbrief, Lügenrede und Lügenreich oder Lügenschrift bei Kaspar von Stieler, die im Deutschen Wörterbuch der Brüder Grimm nachgewiesen sind.
Der Lügenvorwurf an die Druckwerke war im 17. Jahrhundert derart allgemein geworden, dass Kaspar von Stieler im Zeitungsbuch Zeitungs Lust und Nutz 1695 ein eigenes Kapitel darauf verwandte, die Journalisten dagegen in Schutz zu nehmen. Unter der Überschrift Von dem Schutze wieder die Zeitungs-Stürmer wird als hauptsächlicher Vorwurf gegenüber den Zeitungen genannt, „dass sie Ungewiß und Lügenhaft seien“. Stieler zitiert einen „vornehmen Geistlichen“, der das „Lügen-Handwerk“ der „Zeitungs-Macher und Wort-Wäscher“ mit dem achten Gebot bekämpfen wolle. Stieler weist nicht nur darauf hin, „daß auch ein Zeitungs-Schreiber ein Mensch sey / der nicht vollkommen ist / und irren kann“, sondern empfiehlt, die Journalisten sollten ihre Quellen nennen, denn sie könnten nicht alles selbst überprüfen.
Auch das Kompositum Lügenpresse findet sich gelegentlich bereits vor 1848, jedoch nicht kontinuierlich, sondern wohl ad hoc gebildet. So gab 1835 die Wiener Zeitung die Rede eines Abgeordneten vor der französischen Deputiertenkammer wieder, der für eine Einschränkung der Pressefreiheit eingetreten war, weil „nur durch Unterdrückung der Lügenpresse […] der wahren Presse aufgeholfen werden“ könne. Eine weitere frühe Verwendung ist in der Allgemeinen Zeitung vom 9. März 1840 nachgewiesen. Die Wortbildung richtet sich hier gegen „das Verleumdungssystem einiger schlechten Journale“, die es „credit- und achtungslosen Individuen“ ermöglichten, unter dem Schutz der Anonymität Amtsträger anzugreifen und zum Rücktritt zu bewegen. Ein in dieser Belegstelle synonym benutztes Wort ist „Pressunfug“. Der entsprechende Artikel steht im Kontext einer Berichterstattung zur Duellgesetzgebung in Belgien.

### Verwendung im Kontext der katholischen Kampagne gegen die „schlechte Presse“
Eine gewisse Kontinuität gewann der neue Ausdruck ab 1848 in Polemiken von katholisch-konservativer Seite gegen das im Zuge der deutschen Märzrevolution nach Aufhebung der Pressezensur erstarkte liberale und demokratisch orientierte Zeitungswesen. So zog der Priester und Abgeordnete der konservativ-„rechtsliberalen“ Casino-Fraktion in der Frankfurter Nationalversammlung Beda Weber in einem für die Historisch-politischen Blätter für das katholische Deutschland geschriebenen Artikel über die Trauerfeier für den nach der Niederschlagung des Wiener Oktoberaufstands standrechtlich hingerichteten republikanischen Abgeordneten Robert Blum über die „jüdische Lügenpresse“ her: Diese habe den Aufruhr geschürt, die „rohen Leidenschaften“ aufgereizt und so die Gemüter verwirrt.
Der Eintrag „Zeitungen“ in einem Lexikon „für das katholische Deutschland“ von 1849, der in deutlich gemäßigterem Ton gehalten ist, benutzt das Wort „Lügenpresse“ ebenfalls und nennt als Synonym „Schandpresse“.
Derartige Verwendungen finden sich in ultramontanen katholischen Publikationen des 19. und frühen 20. Jahrhunderts immer wieder. Eine besonders auffällige und öffentlichkeitswirksame Verwendung des Kompositums durch Viktor Kolb ist 1905 in dessen Rede auf der ersten Versammlung des neugegründeten Pius-Vereins zur Förderung der katholischen Presse in Österreich belegt. Wie der Publizistikwissenschaftler Michael Schmolke referiert, war für Kolb „die Lügenpresse … in erster Linie die ‚Wiener Judenpresse‘“. Mit der von Kolb angewandten Doppelformel „Logen- und Lügenpresse“ erhielt der Ausdruck zusätzlich zu den alten antijudaistischen bzw. antisemitischen auch anti-freimaurerische Konnotationen. Häufiger als der Ausdruck „Lügenpresse“ war allerdings in katholisch-konservativen Kreisen die Fügung „schlechte Presse“, die bereits ab 1840 ein gängiges Schlagwort der katholischen Versuche geworden war, die neue Realität einer unabhängigen, weder an staatliche noch an kirchliche Autorität gebundenen und der katholischen Kirche großenteils nicht wohlgesinnten Presse zu bezeichnen und zu verarbeiten.

### Weitere Verwendung vor dem Ersten Weltkrieg
Im Jahr 1869 verwendete ihn Woldemar von Bock, um Berichte der russischen Presse über die Unterdrückung der Letten und Esten durch die Deutsch-Balten als Propaganda darzustellen.
Nach dem gewonnenen Deutsch-Französischen Krieg 1870/71 wurde „französische Lügenpresse“ eine Formulierung, die in populären deutschen Darstellungen über den Krieg Verwendung fand. So bietet etwa eine Illustrierte Chronik des deutschen Nationalkrieges, die 1871 Hugo Schramm und Franz Otto gestalteten, auch eine „Blumenlese aus der französischen Lügenpresse“, und G. Schneider hält in den 1872 erschienenen Pariser Briefen fest, dass in der „französischen Lügenpresse“ die Deutschen nicht nur als Heiden gegolten hätten, die rohes Fleisch äßen, sondern ihnen sogar zugeschrieben worden sei, Kinder zu verspeisen.
Am 27. Dezember 1887, acht Jahre nach Beginn des Berliner Antisemitismusstreits und während der Krise um den Gesundheitszustand des Kronprinzen Friedrich Wilhelm von Preußen schrieb der Historiker Heinrich von Treitschke an seinen Freund Wilhelm Noll, dass er den Berichten der „coburgisch-jüdische[n] Lügenpresse“ nicht vertraue. 1893 beschrieben die Bayreuther Blätter, dass der antisemitische protestantische Hofprediger Adolf Stoecker von der Lügenpresse bösartig als Hetzer dargestellt worden sei.

### „Lügenpresse“ im Ersten Weltkrieg
Im Ersten Weltkrieg wurde das Wort Lügenpresse im deutschen Sprachraum erstmals ein breit benutzter Terminus. Dies hing damit zusammen, dass das Deutsche Reich durch die Verletzung der belgischen Neutralität und vor allem die folgenden Kriegsgräuel gegen die belgische Zivilbevölkerung (etwa das Massaker von Dinant und den Brand von Löwen) propagandistisch in die Defensive geraten war. Unter dem Stichwort Rape of Belgium wurden diese Ereignisse gerade in der Presse der neutralen Länder breit thematisiert, zum Teil auch für Gräuelpropaganda ausgewertet. Die Reaktion der deutschen Intellektuellen und der deutschen Presse war es, die Auslandspresse als Lügenpresse zu diffamieren. Öffentlichkeitswirksame Verwendungen dieses Ausdrucks kamen besonders in Offenen Briefen von deutschen Intellektuellen vor, die meist auf Vorwürfe französischer oder englischer Kollegen wegen der Kriegsverbrechen in Belgien antworteten und sich dabei, oft zum ungläubigen Staunen der Kollegen, die Kriegspropaganda des Deutschen Reiches voll zu eigen machten. So schrieb Gerhart Hauptmann am 10. September 1914 in einem in der Vossischen Zeitung erschienenen Offenen Brief an Romain Rolland (in Antwort auf einen ebensolchen Brief Rollands): „Aber der deutsche Soldat hat mit den ekelhaften und läppischen Werwolfgeschichten nicht das allergeringste gemein, die Ihre französische Lügenpresse so eifrig verbreitet, der das französische und das belgische Volk sein Unglück verdankt.“ Adolf von Harnack beantwortete am selben Tag einen Brief von elf englischen Theologen und schrieb in einem Postskriptum: „Als vierte Großmacht hat sich gegen Deutschland die internationale Lügenpresse erhoben, überschüttet die Welt mit Lügen gegen unser herrliches und sittenstrenges Heer und verleumdet alles, was deutsch ist.“ Der Schweizer Theologe Leonhard Ragaz kritisierte 1914 die bereits gängige Bezeichnung für das gesamte Pressewesen der Gegnerstaaten in einem öffentlichen Briefwechsel mit dem deutschen Theologen Gottfried Traub: „Sie versichern der Welt, daß Ihr Volk allein recht habe und daran kein Zweifel sei. Die Presse der gegnerischen Völker, die die Dinge anders darstellt als Ihre eigene, ist eine ‚Lügenpresse‘.“ Der Evangelische Pressedienst hatte bereits seit August 1914 seine Tätigkeit in den Dienst des Kampfs gegen die „Lügenpresse“ gestellt, die die „schwerste Waffe der Kriegsgegner“ sei. Der Aufruf An die Kulturwelt! vom 4. Oktober 1914, die öffentlichkeitswirksamste und folgenreichste Erklärung der deutschen Intellektuellen im Ersten Weltkrieg, unterschrieben unter anderem auch von Harnack und Hauptmann, kam ohne das Wort Lügenpresse aus, konzentrierte sich aber ebenfalls auf die angeblich von den Feinden geführten „vergifteten Waffen der Lüge“, denen ein sechsfaches „Es ist nicht wahr“ entgegengesetzt wurde – freilich, wie ein Teil der Unterzeichner später eingestand, ohne dass die Intellektuellen dies überhaupt hätten beurteilen können.
1915 schrieb der Österreicher Gustav Pacher von Theinburg die Kriegsschuld der schon vor Kriegsbeginn „mit schwerem Geld bezahlten“ britischen „Hetz- und Lügenpresse“ zu. Auch in Buchtiteln fand sich der Ausdruck im Verlauf des Krieges: So veröffentlichte der Sprachlehrer und Übersetzer Reinhold Anton 1915 und 1916 eine Serie von fünf Büchern Der Lügenfeldzug unserer Feinde. Sie enthielten dem Untertitel zufolge eine Gegenüberstellung deutscher und „feindlicher“ Agenturmeldungen über den Krieg. Der 1915 erschienene Band 3 trug den englischen Titel All lies („Alles Lügen“), der Band 4 (1916) hieß Die Lügenpresse. Der Rittmeister a. D. Oskar Michel aus dem Kriegspresseamt veröffentlichte 1918 in der Serie Schützengraben-Bücher für das deutsche Volk einen Band mit dem Titel Die Lügenpresse unserer Feinde.

### Kommunistische und sozialistische Verwendung nach dem Ersten Weltkrieg
Nach dem Ende des Ersten Weltkrieges wurde im kommunistischen und sozialistischen Spektrum die Bezeichnung Lügenpresse verwendet, um Veröffentlichungen des politischen Gegners zu beschreiben. Laut Alexander Michel wurde „von den Kommunisten“ beispielsweise die „Werkzeitung als Element der ‚bürgerlichen Lügenpresse‘ vehement bekämpft“. Karl Radek sprach beim Gründungsparteitag der Kommunistischen Partei Deutschlands über den Kampf gegen die „Lügenpresse der Bourgeoisie“ in Russland. In Reden von USPD-Mitgliedern bei Arbeiter- und Soldatenräten 1918/1919 findet sich der Ausdruck ebenfalls. Alexander Parvus schrieb in der sozialistischen Wochenschrift Die Glocke, „mit welcher Schamlosigkeit die schwarz-weiß-roten Zeitungen lügen“, und überlegte, wie an die Leser dieser „Lügenpresse“ noch heranzukommen sei. Das in den 1920er Jahren erschienene kommunistische Blatt Neue Zeitung hatte 1924 den Aufruf „Hinaus mit der bürgerlich-kapitalistischen Lügenpresse!“ auf der Titelseite.

### Verwendung im Kontext des Nationalsozialismus
1921 verwendete Alfred Rosenberg im Völkischen Beobachter den Kampfbegriff im Kontext der Ablehnung des Republikschutzgesetzes und der Ausschlachtung der „Badebild“-Affäre sowie antisemitischer Verratsvorwürfe gegen Walther Rathenau durch die NSDAP. Rosenberg unterstellte der Regierung, sie agiere mittels Geheimhaltung und Auslieferung an die „feindliche Lügenpropaganda“, dies werde durch die „organisierte Lügenpresse der Regierungsparteien“ gestützt. Rosenberg nennt die Frankfurter Zeitung, den Vorwärts und das Berliner Tageblatt. Rosenberg propagierte 1923 „die alte deutsche Auffassung vom Wesen und Wert der Arbeit“. Als Gegensatz zum „Volk“ und seinem „Willen“ konstruierte er in seiner Interpretation des NSDAP-Parteiprogrammes die „Lügenpresse“: „Das Volk wird seine großen Künstler, Feldherren und Staatsmänner nicht mehr als ein ihm Entgegengesetztes empfinden – als welches eine Lügenpresse sie uns darstellen möchte –, sondern, umgekehrt, als den höchsten Ausdruck seines oft dunklen, noch unbestimmten Wollens.“
1922 nutzte Adolf Hitler den Vorwurf der „Lügenpresse“ für die marxistische Presse. In seinem Buch Mein Kampf verwendete er das Wort Lügenpresse nicht. Er beschrieb vielmehr im Kapitel Kriegspropaganda die in seinen Augen außerordentliche Wirkung der feindlichen Propaganda im Ersten Weltkrieg. Er bemängelte die deutsche Propaganda als unwirksam und fordert eine eigene Propaganda, die sich wie die der Engländer, Franzosen oder Amerikaner an der psychologischen Wirksamkeit orientiere. Vorwürfe der „Lüge“ auch gegenüber der Inlandspublizistik finden sich dagegen an einigen Stellen, so etwa gegen die „sozialdemokratische Presse“, jüdische Liberale usw.
Hermann Göring verwendete den Ausdruck am 23. März 1933 in seiner Rede während der Aussprache zum Ermächtigungsgesetz im Reichstag. In der gleichen Rede leugnete er Angriffe auf jüdische Geschäfte sowie Schändungen von Synagogen und jüdischen Friedhöfen.
Manfred Pechau fasste im Dezember 1937 in den Nationalsozialistischen Monatsheften Teile seiner Dissertation Nationalsozialismus und deutsche Sprache (Greifswald 1935) zusammen, indem er Synonyme zu „jüdisch-marxistischen Lügenpresse“ zusammenstellt, darunter auch „jüdische Journaille“. Das Einzige Parteiamtliche Aufklärungs- und Rednerinformationsmaterial, herausgegeben 1938 von der Reichspropagandaleitung der NSDAP, bezeichnet die Kommentierung der antisemitischen Novemberpogrome 1938 durch ausländische Medien als Reaktionen der „Hetz- und Lügenpresse“, die ein neues Verleumdungsfeld gegen das Reich darstelle. In mehreren Reden von Joseph Goebbels aus der ersten Hälfte des Jahres 1939 verwendet dieser den Ausdruck Lügenpresse als Charakterisierung der Medien des Auslandes, besonders der späteren Kriegsgegner USA, Frankreich und Großbritannien. Zu diesem Zeitpunkt war die deutsche Inlandspresse „gleichgeschaltet“, eine von den Nationalsozialisten als Lügenpresse bezeichnete Inlandspresse existierte nicht mehr. Auf die Falschmeldung vom Tod Max Schmelings reagierte die NS-Propaganda mit einem Angriff auf die „ausländische Lügenpresse“. Auch weitere Kombinationen waren möglich, der Völkische Beobachter sprach etwa von Emigranten- und internationale Lügenpresse, um Meldungen über den schlechten Zustand des inhaftierten Carl von Ossietzky zu dementieren. 1932 wies der Völkische Beobachter Kritik an Rosenberg mit der Formel marxistische Lügenpresse zurück.
Baldur von Schirach bezeichnete 1942 die französische Journalistin Geneviève Tabouis, die über die Expansionspläne des Nationalsozialismus publizierte, als „Verkörperung dieser feilen Lügenpresse, die sich jedem anbot, der zu bezahlen wußte“; im gleichen Zusammenhang behauptete er, dass „90 Prozent aller Pariser Zeitungen“ unter „jüdischem Einfluß“ stünden und die Zeitungsredaktionen sich aus „über 70 Prozent“ Juden zusammensetzten.
Das Wort wurde selbst in Büttenreden gleichgeschalteter Karnevalsveranstaltungen benutzt.
Nachdem im Spanischen Bürgerkrieg die nationalsozialistische Legion Condor die Stadt Guernica bombardiert und dies in der Weltöffentlichkeit zu entsetzten Reaktionen geführt hatte, bezichtigte General Francos Propaganda die „jüdische Lügenpresse“: Das sei ein Pressemanöver der Bolschewisten gewesen, welche die Stadt selbst niedergebrannt hätten. Dies geschah im Gleichklang mit der NS-Propaganda.
In der deutschsprachigen Exilpresse, etwa im Neuen Vorwärts 1936, wurde die gleichgeschaltete Presse bzw. die NS-Presse mit Bezeichnungen wie „braune Lügenpresse“ belegt. Im September 1938 verfasste Maximilian Scheer in der Neuen Weltbühne eine Reaktion auf einen Beitrag in der Zeitschrift Kolonie und Heimat unter dem Titel Die Lügenpresse.
Walter Hagemann analysierte 1948, wie die NS-Presse den Vorwurf der „Lügenpresse“ gegenüber der Auslandspresse nutzte. Den Lesern sollte vermittelt werden, wie wachsam und zuverlässig die deutsche Publizistik und Politik in diesem Punkt sei. Die Zurückweisung der alliierten „Greuelmeldungen“ als Produkte der „jüdischen Journaille“ gehörte zu dieser NS-Strategie.
Auf dieses Modell der Negierung von deutschen Kriegsverbrechen über den Vorwurf der Lügenpresse greifen einzelne Holocaustleugner zurück. So behauptete etwa die Remer-Depesche in den 1990er Jahren hinter Strafverfahren gegen den Holocaustleugner Jürgen Graf den „Druck der Lügenpresse“ und jüdischer Akteure.

### Nach 1945 bis zur Jahrtausendwende
Nach 1945 wurde das Schlagwort im Rahmen des Kalten Krieges von DDR-Vertretern zur Herabsetzung westlicher Medien eingesetzt. So benutzte es Otto Grotewohl im Zusammenhang mit der Spaltung Nachkriegsdeutschlands. Im Schwarzen Kanal war der Topos der „kapitalistischen Lügenpresse“ Bestandteil der DDR-Propaganda gegen den Westen. Das Neue Deutschland bezeichnete westdeutsche oder amerikanische Publikationen bis Anfang der 1970er als Lügenpresse, wie Jürgen Amendt in einem Artikel des Neuen Deutschland selbst anführte.
Kurt Ziesel verteidigte Theodor Oberländer 1961 in seinem Der rote Rufmord: eine Dokumentation zum Kalten Krieg beim rechtslastigen Schlichtenmayers Verlag erschienenen Buch gegen Vorwürfe, ein NS-Täter gewesen zu sein. Er erklärte, dass die Vorwürfe der „westdeutsche[n] Lügenpresse“ bzw. der „kommunistische[n] Lügenpresse jenseits und diesseits des Eisernen Vorhangs“ oder einer „ost- und westdeutsche Lügenpresse“ entstammen.
In manchen linksautonomen Flugblättern aus den 1970er Jahren zu bestimmten Vorgängen taucht der Ausdruck auf. Laut einigen heutigen Politikwissenschaftlern wurde der Ausdruck damals „wie selbstverständlich“ gebraucht.
In den Anfängen der Wende in der DDR wurde das Neue Deutschland wiederum als Lügenpresse tituliert.
In der frühen rechtsextremistischen Publizistik findet sich auch das synonym gebrauchte „Lizenzpresse“. Die Anspielung zielt auf die zunächst erfolgte Lizenzierung demokratischer Zeitungen nach 1945 durch die westlichen Besatzungsmächte.

## Gegenwärtige Verwendung (chronologisch)
Seit Anfang der 2000er Jahre ist das Wort „Lügenpresse“ insbesondere in neonazistischen und rechtsradikalen Gruppen gängig. So riefen Neonazis 2001 bei einer Demonstration in Leipzig „Lügenpresse“. Christoph Seils schrieb 2007 in der Zeit, die Kader der rechtsextremen Szene seien sich „einig über den gemeinsamen Feind: den Staat, die Systemparteien, die Lügenpresse und die Ausländer“.
Der NPD-Politiker Andreas Storr forderte 2010 auf einem neonazistischen Musikfestival: „Die Redaktionsstuben der Lügenpresse lahmlegen und besetzen – das wird unsere erste Aufgabe sein.“ Die NPD hatte 2009 und 2010 die „Lügenpresse“ von ihren Parteitagen ausgeschlossen. Im April 2012 wurde der Spruch „Lügenpresse halt die Fresse!“ von Neonazis an das Sonneberger Redaktionsgebäude des Freien Wortes geschmiert, im Mai 2012 an die Fenster der Lokalredaktion der Lausitzer Rundschau in Spremberg, in beiden Fällen waren die Anlässe Berichte der Zeitungen über rechtsextreme Aktivitäten. Im Rahmen des Todesfall Daniel S., der von Rechtsextremen als beispielhaft für eine „Deutschenfeindlichkeit“ instrumentalisiert wurde, wurde in sozialen Netzwerken Journalisten, die den ermittelnden Staatsanwalt mit den Worten zitierten, die Nationalitäten von Tätern und Opfer hätten keine Rolle gespielt, mit dem Wort Lügenpresse beschimpft und persönlich bedroht. Die Band Frei.Wild verbreitete 2013 eine „Gold Edition“ ihres Albums Feinde deiner Feinde auf DVD, auf der Fans den Slogan „Lügenpresse – auf die Fresse!“ skandieren. Diejenigen Medien, auf die das Schlagwort zielt, werden im rechtsextremen Sprachgebrauch auch als „System-Medien“ (analog zur Diffamierung von Teilen der Presse durch die Nationalsozialisten ab den 1920er-Jahren) bezeichnet.
Auch in der Fanszene des Fußballvereins Dynamo Dresden wurde regelmäßig die Parole „Lügenpresse halt die Fresse“ gerufen. Die Dresdner Neuesten Nachrichten berichteten darüber 2012 in einem Artikel. Unter anderem machten die Fans die Medien verantwortlich für ein Geisterspiel, das das DFB-Sportgericht nach Krawallen von Dynamo-Fans in Dortmund angeordnet hatte. Einem Bericht der Zeit zufolge haben sich 200 bis 300 Dynamo-Anhänger auch PEGIDA-Demonstrationen angeschlossen. Sie sollen „mehrmals zu den ersten“ gehört haben, „die den völkischen Ruf gegen die sogenannte Lügenpresse intonierten“. Die Verbreitung derartiger Parolen in der rechten Hooligan-Szene beschränkt sich aber nicht auf Dresden. So wurde „Lügenpresse auf die Fresse“ bei einer gewalttätigen Demonstration der Hooligans gegen Salafisten in Köln am 26. Oktober 2014 skandiert.

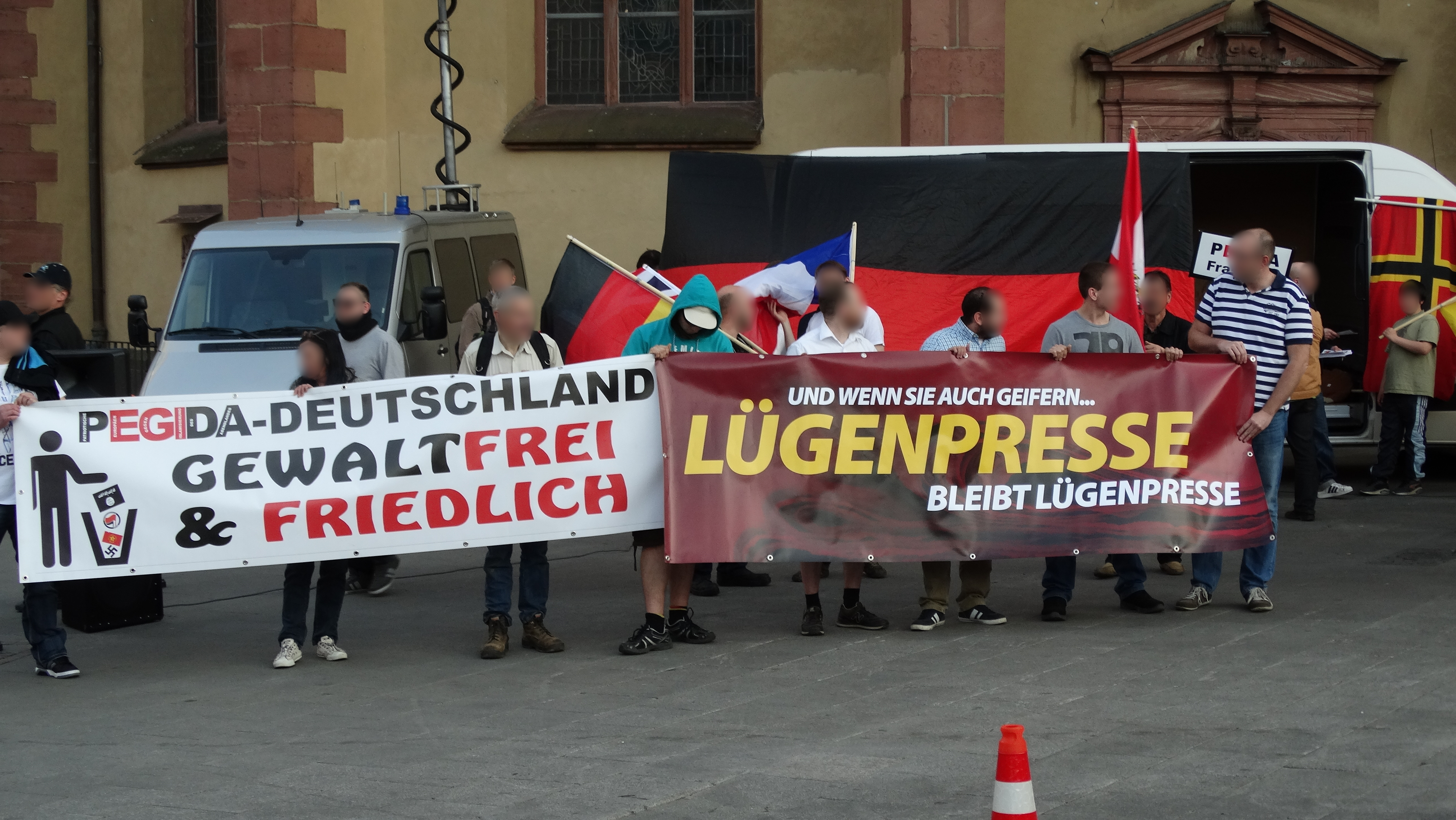
Pegida Banner, Lügenpresse Banner

Bei den Pegida-Demonstrationen seit Oktober 2014 wurde das Schlagwort „Lügenpresse“ immer wieder in Sprechchören gerufen. Der Ruf „Lügenpresse“ war oft eine Reaktion darauf, dass einer der Redner die Berichterstattung der Presse kritisierte. Beispielsweise fragte Udo Ulfkotte als Redner am 5. Januar 2015: „Wollen wir diesen Weg gemeinsam gehen und es den Politikern und der Lügenpresse zeigen?“ und erhielt „Lügenpresse“-Rufe der Demonstranten als Antwort. Derartige Sprechchöre wurden auch gegenüber Medienvertretern angebracht, die versuchten, Meinungsäußerungen oder Interviews von Demonstranten zu erhalten; von Rednerseite wurden die Teilnehmer wiederholt aufgefordert, nicht mit den Journalisten zu sprechen. Aufgrund der großen Beachtung in der Berichterstattung fand das Schlagwort wieder Eingang in den aktuellen Sprachgebrauch, nach Aussage des politischen Fernsehmagazins Panorama wohl zunächst im ursprünglichen Sinne des Kompositums: „… der Schlachtruf ‚Lügenpresse‘ ist in Dresden immer wieder zu hören. Die Medien würden die Aussagen der Teilnehmer ohnehin nur manipulieren, verdrehen oder gar nicht erst senden.“
Bei Demonstrationen von Pegida und Legida gingen und gehen die „Lügenpresse“-Rufe und die Verwendung von „Lügenpresse“-Aufklebern einher mit Übergriffen auf Journalisten und Bedrohungen ihrer Familien. Dies wird als Angriff auf die Pressefreiheit bewertet. Während einer Demonstrationen von Legida im Jahr 2016, bei der Gruppen von Neonazis und Hooligans dominierten, wurde Parolen wie „Lügenpresse“, „Volksverräter“ gerufen und eine Journalistin angegriffen. Um den Vorwurf der Lügenpresse zu untermauern, werden etwa auf der Facebookseite von Pegida gefälschte Titelzeilen des Spiegel präsentiert, ebenfalls wurden in Dresden Flugblätter mit kontrafaktischen, verschwörungstheoretischen Argumenten gegen die zur Lügenpresse gerechneten Lokalpresse verteilt. Parallel werden in sozialen Medien Falschmeldungen (etwa positive Meldungen über Flüchtlinge) produziert, um diese, in der Hoffnung, dass diese in Printmedien landen, anschließend zu „entlarven“, um die „Lügen“ der „Lügenpresse“ bloßzustellen. Wie bei Pegida-Demonstrationen wird auch auf Kundgebungen der Partei Alternative für Deutschland „Lügenpresse“ in Sprechchören gerufen, wenn Medienvertreter anwesend sind. Dabei kommt es ebenfalls zum Teil zu gewalttätigen Übergriffen auf die Journalisten.

Häufigkeit der Erwähnung von „Lügenpresse“ im Leserforum der österreichischen Tageszeitung Der Standard seit 2014

Noura Maan und Fabian Schmid untersuchten unter anderem das zeitliche Auftreten des Wortes „Lügenpresse“ in Online-Leserbeiträgen der österreichischen Tageszeitung Der Standard. Vor dem Dezember 2014 gab es nur einzelne sporadische Verwendungen. Seit diesem Zeitpunkt ist der Vorwurf Lügenpresse vor allem dann in den Leserkommentaren zu finden, wenn es um Pegida-Veranstaltungen ging, am 23. Mai 2016 kam „Lügenpresse“ jedoch auch in Kommentaren zur Berichterstattung über die Bundespräsidentenwahl in Österreich 2016 vor. Ein Teil der Verwendungen ist allerdings nicht affirmativ, sondern weist etwa auf die „Paranoia“ Lügenpresse hin.
Der Medienwissenschaftler Bernhard Pörksen ordnete das Schlagwort am 5. Januar 2015 im Spiegel-Essay Der Hass der Bescheidwisser in eine verschwörungstheoretische Radikalisierung von Medienverdrossenheit ein, die er derzeit beobachte. Der „Lügenpresse“ werde insbesondere in vielen Internetpublikationen, aber auch auf dem Sachbuchmarkt eine planmäßige Manipulation des Publikums im Dienste von „diffusen Mächten“ unterstellt. Pörksen nennt unter anderem Eva Herman, Ken Jebsen, Jürgen Elsässer, Udo Ulfkotte und Thor Kunkel als Vertreter einer solchen Verschwörungstheorie. Es zeige sich in ihren Produkten eine „eigenwillige Mischung aus Totalzweifel und Wahrheitsemphase“, da die Verschwörungstheoretiker pauschal an der Berichterstattung der Medien zweifelten, niemals aber an den Ergebnissen eigener Recherchen. Man weiche so der Debatte in der Sache aus, indem man den Gegner entlarve: „Alles ist bloß Chiffre und Zeichen, ist Indiz von Propaganda und Manipulation.“ Auch der Kommunikationswissenschaftler Armin Scholl weist auf den „deutlich verschwörungstheoretischen Charakter“ des Lügenpresse-Vorwurfs in seiner Nutzung durch Pegida hin, der Wortteil „Lügen“ beziehe sich bei diesem Gebrauch nicht auf falsch dargestellte „Fakten“, sondern eher auf Meinungen, die von Pegida abweichen würden. Bundespräsident Joachim Gauck titulierte die aktuellen Lügenpresse-Vorwürfe als „Freude an Dummheit“ und fügte begründend hinzu, er habe in der DDR „50 Jahre als Person erlebt, was Lügenpresse ist“. Der Historiker Magnus Brechtken vom Institut für Zeitgeschichte ordnete den Begriff als antiaufklärerisches Schlagwort ein, das gleichzeitig beinhaltet, dass auf der Gegenseite eine „Art Wahrheitsquelle“ existiert. Er sieht den Begriff als ersten Schritt zu „einem dogmatischen Anspruch auf Selbstwahrheit“. Dieser Anspruch sei die Basis aller autoritären Systeme.
Der Medienwissenschaftler Uwe Krüger schrieb 2016, mit Schlagworten wie „Lügenpresse“ brächten seit etwa 2014 viele Nutzer ihre Entfremdung von den etablierten Medien zum Ausdruck. Die Ukraine-Krise von 2014 mit der Annexion der Krim durch Russland habe dabei eine Katalysatorfunktion gehabt. Journalisten fühlten sich dadurch unverstanden und konterten mit Gegenvorwürfen wie „Verschwörungstheoretiker“. Wolle man in dieser Beziehungskrise vermitteln und deren Ursachen angehen, müsse man von solchen Begriffen Abstand nehmen. „Lügenpresse“ sei nicht nur historisch diskreditiert und aggressiv gegenüber Journalisten, sondern treffe auch die Sache nicht. Der eigentliche Vorwurf des Publikums sei nicht Lügen im Sinne von absichtsvoll falschen Sachverhaltsaussagen, sondern eher Einseitigkeit in der Auswahl und Darstellung von Themen, Informationen und Meinungen. Der Sozialwissenschaftler Samuel Salzborn sieht den Grund für die Bezeichnung demokratischer Medien durch rechte Kreise als „Lügenpresse“ darin, dass diese Medien „die rassistischen Partikularinteressen eben auch als solche benennen“. Dagegen würden von ebendiesen Leuten „Propagandamedien wie dubiose Internetblogs oder das russische Fernsehen glorifiziert – weil sie den eigenen Wahn zur Wahrheit erklären“.
Im September 2015 wurde ein dpa-Fotograf in Dresden mit „Lügenpresse“ und „Verleumder“ beschimpft, angegriffen und verletzt. Er berichtete über eine Flüchtlingsunterkunft. Auf der Pro-Erdogan-Demonstration von in Deutschland lebenden Türken in Köln am 31. Juli 2016 wurde, neben den Rufen „Türkiye, Türkiye“ und „Allahu Akbar!“, auch „Lügenpresse, Lügenpresse!“ skandiert. Der amerikanische Neonazi Richard B. Spencer griff als Verteidigung des US-Präsidentschaftskandidaten Donald Trump neben anderen Fragmenten der NS-Propaganda den Germanismus „lugenpresse“ auf und kritisierte einen zu freundlichen Umgang mit Minderheiten und Juden. Die ZEIT-Journalistin Karoline Kuhla stellte einen Bezug zwischen den Begriffen Lügenpresse und Fake News her, weil beide als „ein beleidigender Ausdruck für unliebsame Berichterstattung oder Medien“ verwendet würden.

### Demoskopische Studien
Das Instituts für Demoskopie Allensbach stellte in einer Befragung an 1457 Personen Ende 2015 die Frage: „In letzter Zeit ist hin und wieder das Schimpfwort ‚Lügenpresse‘ zu hören. Damit ist gemeint, dass die Medien angeblich nicht objektiv berichten, sondern Sachverhalte verdrehen oder bestimmte Tatsachen ganz verheimlichen. Finden Sie, an dem Vorwurf der ‚Lügenpresse‘ ist etwas dran, oder finden Sie das nicht?“ 39 Prozent antworteten mit Ja, 36 Prozent mit Nein. In Ostdeutschland fanden 44 Prozent, an dem Vorwurf der „Lügenpresse“ sei etwas dran, während nur 30 Prozent die Frage verneinten. Gleichwohl hielten mehr als zwei Drittel der Bevölkerung die Berichterstattung des öffentlich-rechtlichen Fernsehens und der Tagespresse im Allgemeinen für zuverlässig.
Infratest dimap stellte Ende Oktober 2015 in einer Befragung an 750 Personen im Auftrag des Westdeutschen Rundfunks die Frage: „Im Zusammenhang mit den Protesten der Pegida-Bewegung wird häufiger der Begriff Lügenpresse verwendet. Wenn Sie an Zeitungen, Radio und Fernsehen in Deutschland denken, würden Sie persönlich dann von Lügenpresse sprechen oder nicht?“ 20 Prozent der Befragten bejahten diese Frage, 72 Prozent verneinten sie. 42 Prozent der Befragten zeigten sich gleichwohl überzeugt, dass die Politik den Medien inhaltliche Vorgaben für die Berichterstattung mache. 39 Prozent glaubten, dass in den deutschen Medien immer bzw. häufig absichtlich die Unwahrheit gesagt werde. Eine Wiederholung der Befragung ein Jahr später zeigte ein ähnliches Ergebnis.
Carsten Reinemann, Nayla Fawzi und Magdalena Obermaier präsentierten in einer Befragung von 981 Personen im Januar 2017 die Aussage: „Wenn ich an Zeitungen, Radio und Fernsehen in Deutschland denke, würde ich  persönlich von ‚Lügenpresse‘ sprechen“. 74 Prozent der Befragten antworteten, diese Aussage treffe für sie nicht zu, 17 Prozent meinten „teils/teils“, 9 Prozent gaben an, dies treffe für sie zu. Ein wichtiger Faktor für das Antwortverhalten war die Parteipräferenz der Befragten. Ein Drittel der Personen, die angaben, der Alternative für Deutschland zuzuneigen, stimmte der vorgelegten Aussage zu, auch bei Nichtwählern und Unentschlossenen ergaben sich überdurchschnittliche Prozentsätze. Dagegen stimmten von den Befragten, die andere Parteien vorzogen, nur sehr wenige zu.

### Weitere Expertisen
Die Medienwissenschaftler Carsten Reinemann und Nayla Fawzi stellten Anfang 2016 ein unverändertes Vertrauen in Medien fest. Langzeitdaten würden ein völlig anderes Bild ergeben, als es die derzeit gängige Krisenerzählung vermuten lasse: „Erstens steht ein Großteil der Deutschen der Presse und dem Fernsehen schon seit Jahrzehnten eher skeptisch gegenüber. Zweitens konnten Zeitungen und Rundfunk seit der Etablierung des Internets an Vertrauen gewinnen. Drittens hält sich der Anteil von Skeptikern und Vertrauenden etwa die Waage, wenn auch mit einem leichten Übergewicht für die Skeptiker.“
Die Universität Hamburg führte unter der Leitung von Volker Lilienthal und Irene Neverla im Wintersemester 2016/17 eine Ringvorlesung mit dem Titel Lügenpresse – Medienkritik als politischer Breitensport durch. In diesem Rahmen beschäftigten sich sowohl Journalisten wie Giovanni di Lorenzo, Jakob Augstein und Heribert Prantl als auch verschiedene Wissenschaftler deutschsprachiger Universitäten mit den politischen und gesellschaftlichen Entwicklungen, die dem Begriff zugrunde liegen. Eine Aufarbeitung der herausgearbeiteten Erkenntnisse erschien im August 2017 als Sammelband, zu dem sowohl Wissenschaftler als auch Journalisten Beiträge beisteuerten. Auch der Kognitionspsychologe Christian Stöcker hat den Begriff in Zusammenhang mit dem Klimawandel und den Corona-Protesten untersucht.

## „Unwort des Jahres 2014“ in Deutschland

### Begründung
Der Begriff wurde zum „Unwort des Jahres 2014“ von der Sprachkritischen Aktion gewählt, weil er ein „… besonders perfide[s] Mittel derjenigen [sei], die ihn gezielt einsetzen“. Dabei geht die Jury davon aus, dass einem Großteil derer, die ihn skandierten, nicht bewusst sein dürfte, dass dieser Begriff bereits im Ersten und Zweiten Weltkrieg als Kampfbegriff und zur Diffamierung diente.
Die Kritik des Begriffes sei aber nicht daran festgemacht – so die Jury –, dass die Medien niemals fehlgehen würden: „Dass Mediensprache eines kritischen Blicks bedarf und nicht alles, was in der Presse steht, auch wahr ist, steht außer Zweifel“, sondern daran, dass damit die Medien pauschal diffamiert werden, die sich mehrheitlich bemühen würden, einer „… gezielt geschürten Angst vor einer vermeintlichen ‚Islamisierung des Abendlandes‘“ sachlich zu begegnen, indem sie gesellschaftspolitische Themen differenziert darstellten.
Die Pressemitteilung der „Sprachkritischen Aktion“ schließt mit der Warnung: „Eine solche pauschale Verurteilung verhindert fundierte Medienkritik und leistet somit einen Beitrag zur Gefährdung der für die Demokratie so wichtigen Pressefreiheit, deren akute Bedrohung durch Extremismus gerade in diesen Tagen unübersehbar geworden ist.“

### Reaktionen
Das Medienecho auf die Entscheidung der Jury war überwiegend positiv. Vielfach hieß es, dass es „Selbstverpflichtung der Journalisten sein muss, umfassend, objektiv und wahrhaftig zu berichten“.
Vereinzelt wurde jedoch auch Kritik geäußert. Der Soziologe und Politikwissenschaftler Arno Klönne schrieb in Telepolis, „Lügenpresse“ sei auch von Widerstandsgruppen im „Dritten Reich“ verwendet worden. Gegen eine „lügnerische“ Presse werde auch „auf der Linken angegangen“; die Tageszeitung junge Welt verwende etwa als Slogan: Sie lügen wie gedruckt – wir drucken, wie sie lügen. Eine „Aburteilung“ des Wortes Lügenpresse könne von Realitäten ablenken: „Wenn alltagssprachlich mit Lügen gezielte und durchaus systematische Täuschungsmethoden des Informationsbetriebs gemeint sind: Die existieren. In großem Ausmaß.“ Der Historiker Egon Flaig schrieb in seinem Buch Die Niederlage der politischen Vernunft von 2017, „Lügenpresse“ sei „ein alteingebürgertes Wort in der deutschen politischen Sprache“. Er wendete sich gegen die von ihm wahrgenommene Suggestion, die islamistischen „Mörder von Paris führten zusammen mit der Pegida einen gemeinsamen Kampf gegen die Pressefreiheit“.

## Hostile-Media-Effekt
Die Wahrnehmung von Medien als „Lügenpresse“ wird in der sozialpsychologischen Literatur dem Hostile-Media-Effekt zugerechnet. Das Konstrukt beschreibt die Tendenz von Personen mit einer starken bereits bestehenden Einstellung zu einem Thema, die Berichterstattung in den Medien als voreingenommen gegen ihre Seite und zugunsten des Standpunkts ihrer Antagonisten wahrzunehmen. Hervorzuheben ist hierbei, dass die Berichterstattung von betroffenen Personen als unfair empfunden wird, obwohl die Mehrheit der Rezipienten diese als ausgewogen und fair wahrnimmt. Somit sorgt der Hostile-Media-Effekt dafür, dass sich Anhänger unterschiedlicher Positionen durch denselben Medienbericht in gleicher Weise benachteiligt fühlen.
Dem Hostile-Media-Effekt liegen psychologische Wirkmechanismen zugrunde, die bei der Wahrnehmung einer „Lügenpresse“ relevant sein können. So beschreibt das Konzept des Bestätigungsfehlers, dass Rezipienten dazu neigen, sich lieber mit Informationen zu beschäftigen, die sie in ihrer ursprünglichen Meinung bestätigen. Dies führt dazu, dass Rezipienten widersprüchliche Informationen weniger oft auswählen, seltener beachten und sich in geringerem Maße an sie erinnern. Es zeigte sich, dass der Hostile-Media-Effekt eine Art Spezialfall des Bestätigungsfehlers darstellt, da sich der Effekt nur im Kontext von Massenmedien nachweisen lässt, woraus sich schließen lässt, dass er immer nur dann auftritt, wenn Rezipienten davon ausgehen, dass die erhaltenen Informationen nicht nur an sie selbst, sondern an sehr viele Menschen gerichtet sind. Zur weiteren Erklärung des Hostile-Media-Effekts können außerdem drei zentrale Mechanismen betrachtet werden:
- Selektive Erinnerung Personen fallen bei massenmedialen Berichterstattungen insbesondere solche Informationen auf, die ihrer eigenen Meinung widersprechen, da sie zu kognitiver Dissonanz führen. Daher kann es vorkommen, dass sie sich an diese Informationen auch eher erinnern.[130]
- Selektive Kategorisierung Vertreter entgegengesetzter Meinungen neigen dazu, auch solche Argumente als widersprechend zu empfinden, die eigentlich unparteiische Darlegungen sind.[137]
- Unterschiedliche Standards bei Bewertungen Anhänger extremer Positionen neigen dazu, bei der Bewertung von Argumenten verschiedene Standards anzulegen. Demnach würden es diese Personen als unangemessen empfinden, Positionen der Gegenseite überhaupt zu berücksichtigen, da sie diese als nicht zulässig und/oder unbedeutend einschätzen.[130]